# Melipotis fuscaris
Melipotis fuscaris är en fjärilsart som beskrevs av Achille Guenée 1852. Melipotis fuscaris ingår i släktet Melipotis och familjen nattflyn. Inga underarter finns listade i Catalogue of Life.